# ホットプレート

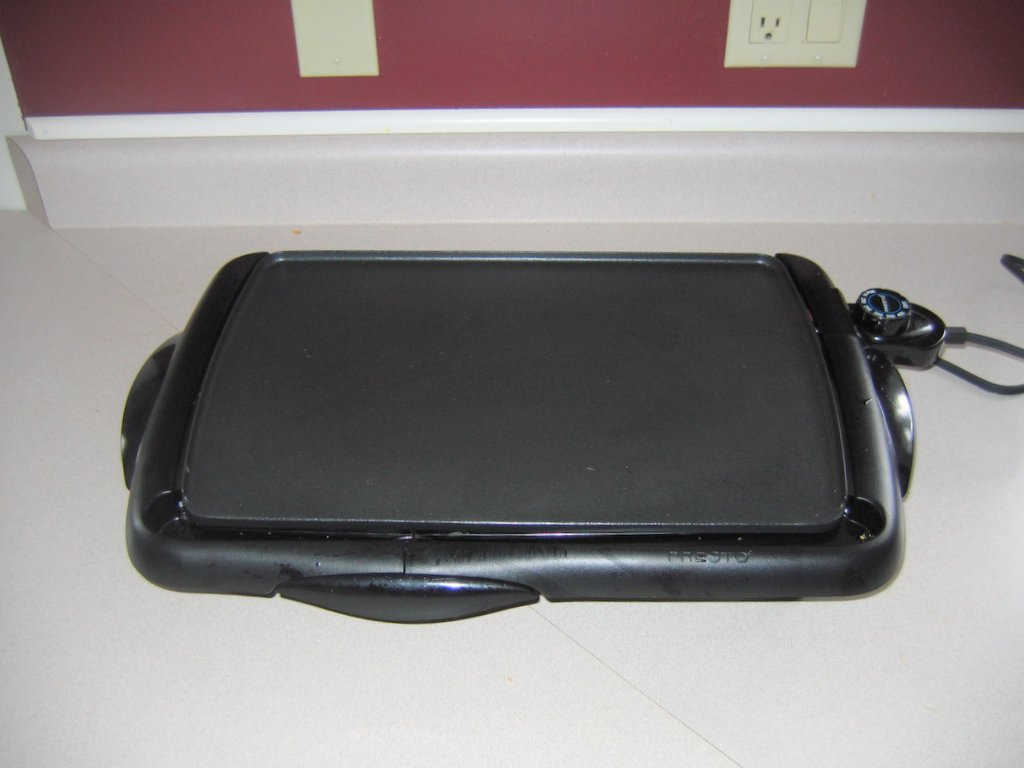
ホットプレート

ホットプレートとは、商用電源を用いたヒーターを熱源とした調理器具。家庭において、台所での加熱調理よりも、もっぱら食卓での加熱調理や、台所で調理後の料理を保温しながらの食事に用いられる。日本では「電気ホットプレート」として家庭用品品質表示法の適用対象となっており電気機械器具品質表示規程に定めがある。
なお、英語では（日本でも）ホットプレート（Hot plate）は工業用を含めた加熱板一般を指す。調理用ホットプレートは電気グリドル（Electric griddle、griddleは調理用鉄板）と呼ぶことが多い。

## 概説

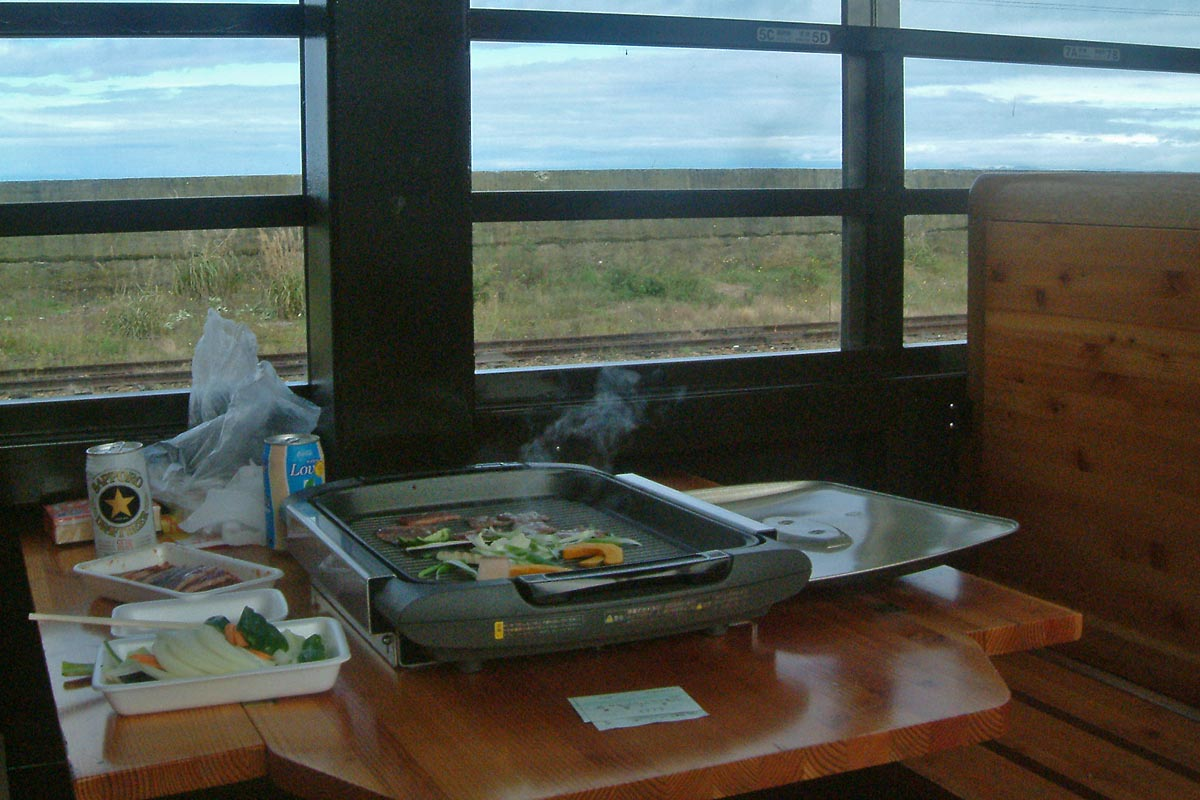
テーブル上でバーベキューを
調理・保温中のホットプレート

家電製品として世に出た当初は、名が示すとおりプレート状、鉄板状であった。鉄板焼き、焼肉や焼きそば、お好み焼き、ホットケーキ、北海道の家庭ではジンギスカンなど、熱い鉄板を熱源とする料理を調理対象とした。
そののち食材に接するプレート（鉄板）部分を丸洗いする目的で、ヒーターを含む加熱器本体とプレート部分が分離する製品が現れた。この分離構造を発展させ、本来のプレートに代えて使用する、専用の鍋が付属するようになった。鍋の蓋は耐熱ガラス製のものが多く、調理中の様子が見られるように工夫されている。現在では低価格品を除き、焼き用プレートと鍋がそれぞれ付属し、料理に合わせて選択組み合わせできる製品が多い。このことで鍋料理にも多用されるようになり、一般家庭へ広く普及した。なかにはプレートを波状にして、肉の脂が落ちやすいようにした焼肉専用プレートやたこ焼き専用プレートが付属する製品もあり、調理対象を広げてきた。専用鍋が付属することで本体形状は当初のプレート状（板状）から掛け離れたが、依然としてホットプレートと呼ばれる。
パナソニックは電磁調理器タイプのホットプレートを発売している。それまでも電磁調理器用のプレートは出ていたが、プレート面が小さい上に、不用意にプレートに触れてやけどをする危険があった。同社はヒーター形のホットプレート並みの大きさを確保し、またガードを付けることで問題を解決している。プレートを外して通常の電磁調理器として使用することも可能である。
日本の電気機械器具品質表示規程では、固定式（プレートが本体に固定されたもの）、ヒータ分離式（プレートがヒータ部分から単体で着脱できるもの）、ヒータ一体式（プレートがヒータ部分と一体になって着脱できるもの）に分類して表示を義務づけている。
家電製品としては比較的消費電力が大きいため、テーブルタップなどで他の器具と併用した場合、コード配線の過熱などが生じる場合がある。

## グリル鍋

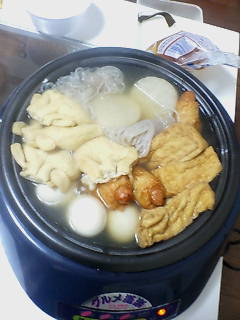
食卓でおでんを調理・
保温中のグリル鍋

角型の外見をしたホットプレートから発展し、丸型基調の外観を持つ鍋寄りの製品をグリル鍋とよぶ。付属する鍋も角型基調のホットプレートに付属するものに比して深めである。反面、焼き用プレート使用時は高さがある本体の淵によって使い勝手が落ちる。核家族化や単身赴任の浸透、晩婚化に伴う独身生活者の増加などに合わせ、角型基調のホットプレートよりは小容量までラインナップされている場合が多い。深鍋と小さい直径で、小量の調理でも食材が充分出汁に浸るメリットがある。ラインナップの最下位に位置する低価格製品は、焼き用プレートが付属しない電気式鍋である。「ホットプレート」と「グリル鍋」双方を製造並売するメーカーもあるが、外観を除き両者に明確な違いは見られない。